# Sergej Brylin
Sergej Vladimirovič Brylin (in russo Сергей Владимирович Брылин?; Mosca, 13 gennaio 1974) è un allenatore di hockey su ghiaccio ed ex hockeista su ghiaccio russo.

## Carriera
In Nordamerica ha giocato per i New Jersey Devils vincendo la Stanley Cup 3 volte nel 1995, 2000 e 2003. Insieme al canadese Brodeur è l'unico ad avere vinto tale Coppa tre volte con i Devils.

## Palmarès

### Club
- Stanley Cup: 3

New Jersey: 1994-1995, 1999-2000, 2002-2003